# Ludivine de Magnanville

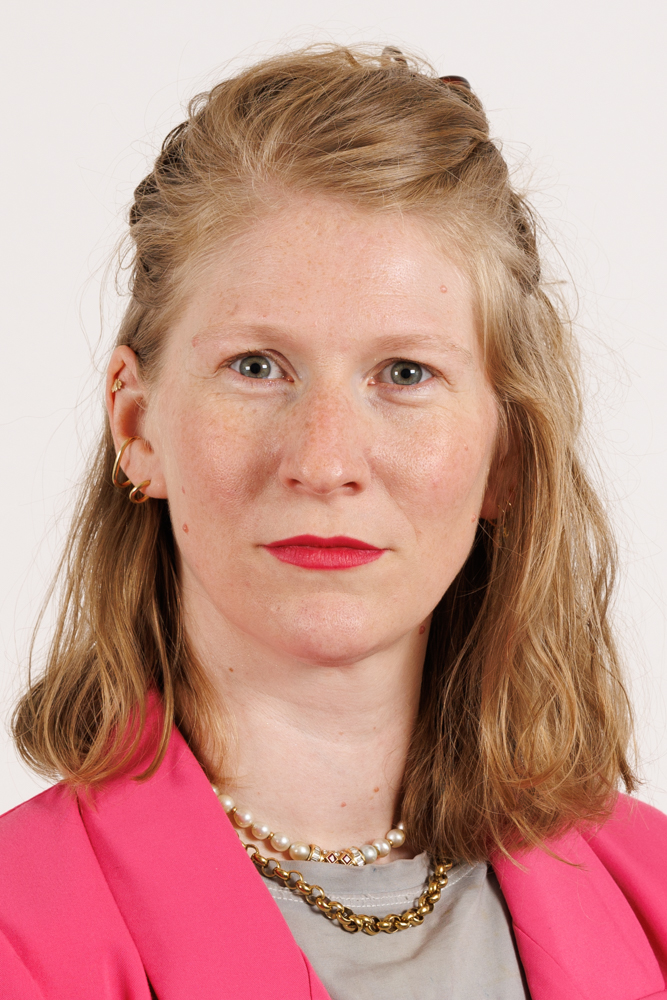
Ludivine de Magnanville.

Ludivine Marie Eugénie de Magnanville Esteve (Aix-en-Provence (Frankrijk), 14 oktober 1987) is een Belgisch onderneemster en politica voor de Franstalige liberale partij MR.

## Biografie
Ludivine de Magnanville, dochter van een Franse vader en een moeder afkomstig uit België, groeide op in de Franse hoofdstad Parijs en begon haar professionele loopbaan bij een castingbureau voor realityprogramma's. Op haar 23ste werd samen met haar echtgenoot actief in de horecasector en gingen ze een restaurant uitbaten in Parijs. Enkele jaren later vestigde het echtpaar zich in de Brusselse gemeente Sint-Gillis. Daar is Ludivine de Magnanville sinds 2018 medezaakvoerder van een restaurant en leidde ze van 2020 tot 2024 eveneens een bar.
Ten tijde van de coronacrisis, waaronder de horeca zwaar te lijden had, ging ze zich engageren in verschillende horecaverenigingen, zoals het Collectif Resto-Bar Bxl.  
In de zomer van 2021 werd de Magnanville beheerder bij de Horecafederatie Brussel en eind februari 2022 werd ze voorzitster van deze sectorfederatie van horeca-uitbaters. Ze werd daarmee de eerste vrouw aan het hoofd van deze organisatie.

## Politieke carrière
In januari 2024 nam ze ontslag van haar functie van voorzitster van de Horecafederatie Brussel en werd ze politiek actief voor de links-liberale partij DéFI.
De Magnanville was voor deze partij kandidaat bij de Brusselse gewestverkiezingen van 9 juni 2024 en werd hierbij verkozen in het Brussels Hoofdstedelijk Parlement. Daar werd ze actief in de commissies Economie en Werk en ging ze in het verlengde van haar professionele activiteiten de belangen van de Brusselse horeca verdedigen. 
Op 2 september 2024 verliet ze DéFI en stapte ze over naar de liberale MR, die naar eigen zeggen beter overeenstemde met haar politieke standpunten.